# Függőség (pszichológia)

Hétköznapi szóhasználatban a függőség szót a ragaszkodás, hozzászokás, szükséglet értelemben használjuk. A függőség jelenségének önmagában nincs pozitív, vagy negatív értéke, jelentését a kontextus adja, például a függőség egy csecsemő számára a túlélést teszi lehetővé – ez Fairbairn szóhasználatában az infantilis függőség. Amennyiben az érett függőségbe való eljutás sérül, kóros függőségi állapotok (szenvedélybetegségek, azaz addikciók), illetve kóros függetlenségi állapotok alakulnak ki.
A szenvedélybetegség – másként addikció vagy kóros szenvedély – hátrányos helyzetbe hozhatja az érintett személyt és környezetét is, mivel kényszeres viselkedési mintákból áll, melyekben a viselkedés irányítása, abbahagyása sikertelen. Pszichológiai értelemben véve a kóros szenvedély azt jelenti, hogy egy a hétköznapokban elterjedt és normálisnak vagy csak enyhén deviánsnak látszó viselkedésmód mintegy elszabadul, dominánssá válik. Ugyanakkor bizonyos függőségtípusok, pl. a munkamánia sokkal elfogadottabbak.

## Formái
Kémiai szerek által kiváltott:
- Alkoholizmus
- Nikotinfüggőség

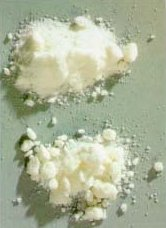
Kokain por

- Egyéb pszichoaktív szerek által kiváltott függőség

Viselkedési addikciók:
- kényszerbetegségek (például kleptománia, kényszeres vásárlás)
- evési zavarok (anorexia, bulimia)
- szex – és szerelmi függőségek
- társ- és kapcsolati függőség
- munkaszenvedély (munkalkoholizmus)
- játékszenvedély
- számítógép/internet/televízió-függőség
- testedzésfüggőség[2]

## Kémiai szerek által kiváltott fizikai függőség

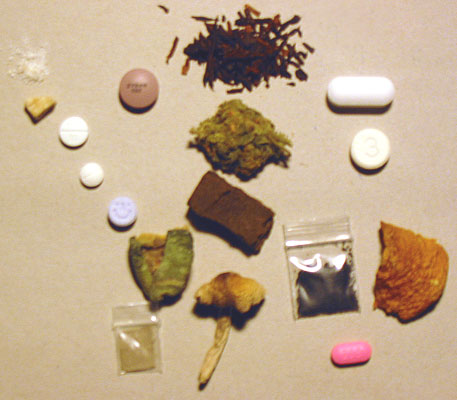
Pszichoaktív drogok

### Nikotinfüggőség
A nikotin a dohányban található alkaloid, az egyik legerősebb függőséget kiváltó szer. A függőségért a központi idegrendszerben lezajló elváltozások tehetők felelőssé. A leszokás elvonási tünetekkel jár, ennek ellenére a WHO felmérései szerint körülbelül a világ lakosságának egyharmada dohányzik. Károkat elsősorban a fizikai egészségre gyakorolt negatív hatása okoz.

### Alkoholizmus
Az orvosi definíciók az alkoholizmust olyan szenvedélybetegségként írják le, mely az alkohol kitartó fogyasztásával jár a negatív következmények dacára. Lényege az alkoholtól való testi-lelki függőség kialakulása, adott esetben – az alkohol hiánya esetén – elvonási tünetek megjelenése jelzi ezt a függőségi állapotot. Negatív hatással jár a fizikai, mentális egészségre, valamint a szociális kapcsolatokra.

### Egyéb pszichoaktív szerek által kiváltott függőség
Megváltoztatják a gondolkodást,eleinte kellemes bódulatot, majd önkívületi állapotot okoznak.Nagyon veszélyes szerek, mert a szervezet egy idő után annyira megszokja őket,hogy hiányukat alig lehet elviselni.Az újabb adag megszerzéséért a kábítószeres minden anyagi áldozatra képes.A folyamat lelki-testi összetöréshez,igen gyakran súlyos bűnözéshez vezet. Hasonló hatásúak egyes gyógyszerek ha alkohollal veszi be őket valaki.

## Viselkedési addikciók
Olyan függőségek, melyek kialakulása és fennmaradása nem kémiai anyagokhoz, hanem bizonyos viselkedéshez kötődik. Hátterükben valószínűleg a szerotonin- és a dopaminrendszer rendellenes működése áll. Számos viselkedésformára irányulhatnak, tüneteik azonban a legtöbb esetben a szerfüggőségéhez hasonlóak: tolerancia csökkenése, elvonási tünetek, hétköznapi funkciók romlása.
Tudományos vizsgálatuk bonyolultabb, mint a szerfüggőknél. A leggyakoribb módszerek az önbeszámolós kérdőívek és a klinikai interjúk.

### Szex- és szerelmi addikciók
A szexfüggőség és a pornófüggőség két különböző függőség.
Az igazi intimitást hárító, partnereiket gyakran váltogató szex- és szerelemfüggők, illetve az ember-ember közötti szexualitás helyett pornográfiát preferáló pornófüggők önsegítő csoportja az Anonim Szex- és Szerelemfüggők, amely az Anonim Alkoholisták által is alkalmazott 12 lépéses módszer mintájára megalkotta a szexfüggők 12 lépéses öngyógyító módszerét.

#### Szexfüggőség
A szexfüggőség egy kényszer és függőség, melyről akkor beszélünk, ha az érintett visszatérően olyan csillapíthatatlan nemi vágyat érez, amely kontrollálatlan reakciókhoz vezethet. A szexfüggők életét a szexuális tevékenységek és a kielégülés folyamatos keresése határozza meg, akár annak árán is, hogy azzal önmagukat is veszélyeztetik. A szexfüggőség az addiktív viselkedészavarok egyik formája. A szexfüggőség (akár más függőségek) mentális zavar tünete is lehet, pl. kényszerbetegség vagy pszichopátia.

#### Pornófüggőség
A pornófüggőség olyan viselkedési függőség, melynek során az egyén erőteljes szorongást és feszültséget érez, amennyiben tartósan nem jut pornográf tartalomhoz.
A pornófüggőség egy új keletű jelenség, amely a 21. században (az internet térhódításával) terjedt el.
Hivatalosan nem sorolják a függőbetegségek közé, így egyelőre BNO-kódot sem kapott.

#### Parafília
Ha egy személy szexuális vágya olyan fantáziák megvalósulásában nyilvánul meg, amelyek az átlagtól eltérőek vagy extrémek, parafíliáról beszélünk. A fantáziák kötődhetnek tárgyhoz/személyhez (pl. gyerek, állat, ruhanemű) vagy cselekvéshez is (pl. fájdalom okozása, mutogatás) de a skála igen széles. Gyakrabban fordul elő férfiaknál, mint nőknél. A tárgyhoz vagy viselkedéshez való ragaszkodás idővel függéssé alakul át. Az addikciók közé sorolható:
- gyerekekkel való szexuális aktus (pedofília),
- nemi szervek idegeneknek való mutogatása (exhibicionizmus),
- idegenek intim szituációkban való megfigyelése, kukkolás (voyeurizmus),
- idegenek fogdosása, nemi szervvel való dörzsölgetése (frottőrizmus),
- halott testek utáni vágy (nekrofília).

### Társ- és kapcsolati függőség (kodependencia)
A társfüggőség személyiségzavarra az alábbiak jellemzőek:
- a kodependens személy önértékelése annak függvényében alakul, hogy mennyiben képes másokat és önmagát kontrollálni,
- saját igényeinek háttérbe szorítása mellett vállal felelősséget mások szükségleteinek kielégítéséért,
- szorongás és a pszichológiai határok torzulása, valamint ehhez kapcsolódó intimitásprobléma és szeparációs nehézségek jellemzik,
- összefonódott kapcsolatot tart fenn egy szenvedélybetegségben szenvedő, vagy impulzus-szabályozási zavarral jellemezhető egyénnel,
- legalább 3 jegy jellemzi az alábbiak közül: a tagadás elhárító mechanizmusának preferálása, érzések elfojtása, depresszió, túlzott reagálási készenlét, különféle kényszerek (például „rendmánia”), szorongás, narkománia, stressz-betegségek, gyermekkori bántalmazások alanya, külső segítség nélkül legalább két éve tart fenn elsődleges kapcsolatot egy aktív szenvedélybeteggel.
- A kodependencia azonban foglalkozási szerepként is megjelenhet. Gyakran találkozunk társfüggő személyiségjellemzőkkel bíró professzionális segítő szakemberrel.[10][11][12][13]

### Szociális függőség
Érdemes külön kezelni a játékalapú függőségtől a szociális-közösségi oldalak jelentette függőség-veszélyt, amelynek lényege a személyes elszigetelődéssel szemben éppen hogy az állandó közösségi jelenlét, a hamis énképek kialakulása és felépítése, valamint a visszacsatolás-függés elemeinek foglalható össze („like hunting”). A közösségi felületek nagyszerű eszközt nyújtanak egyfelől iparilag előállított szépség ideálok és trendek terjesztésére (elég csak a reklámszakma legújabb fegyverére, az influencerekre gondolni, ahol a hirdetésben szereplő híresség saját véleményének feltüntetett, mégis megrendelt és a hirdető által fizetett hirdetés jelenik meg a tartalom-folyamban), másfelől hamis énképek felépítésére és közvetítésére, amivel egy szűkebb körben a naivabb vagy egyéb okból (életkor, anyagi lehetőségek, megfelelni vágyás) kiszolgáltatott szereplők személyisége könnyen idomul (torzul) a követni vágyott példaképhez. A személyiség-változás rendszerint a visszacsatolás-igénnyel jár kézben, hiszen a közösség tagjainak elismerése és egyáltalán a közösséghez tartozás az egész folyamat mögött húzódó talán legjelentősebb motívum, amit a „like”-ok száma fejez ki legközvetlenebbül.

### Játékszenvedély
A szerencsejáték az offline és az online világban is kiválthat függőséget. Ugyanúgy, mint más függőségek esetében, beszélhetünk problémás használatról (túlhasználatról) és függőségről, amely már pszichiátriai kórkép, és szakember beavatkozását, segítségét igényli. Mitől válik valaki függővé? A szerencsejátékok esetében a függőség kialakulására két tényező van hatással: a játékos személyisége, és a játéktermék jellemzői. Az online szerencsejáték általános jellemzője, hogy sok olyan eleme van, ami hajlamosít az addikcióra.
A kóros játékszenvedélyt (patológiás gambling) az addikciók körébe sorolják, lényege a hétköznapokból való menekülés, bár nem kémiai módon. A betegség alapja az agy biokémiájában keresendő: a megfelelő mennyiségű endorfin termelődését segíti elő a játék a beteg embernél; s legmélyén ugyanaz a szerotoninzavar lappanghat, mint a depressziónak, amellyel így rokonságban áll.
Örömét a gyors és könnyűnek tűnő nyerés lehetősége, és a hozzá vezető út izgalmai (adrenalin-flash) adják. Nagy többségben férfiakat érint: eljátsszák pénzüket, vagyonukat, gyakran súlyos adósságokba bocsátkoznak, s ezzel házasságukat, családi kötelezettségeiket, hírnevüket is kockára teszik.
Magyarországon is működnek több városban Gamblers Anonymus önsegítő csoportok, amilyet először 1957-ben Los Angelesben alapítottak, hogy segítséget nyújtsanak a játékfüggőség legyőzéséhez.
Deepak Chopra szerint spirituális kielégületlenségről van szó valamennyi szenvedélybetegség esetében: "a spirituális tudatosság az egyetlen igazi és sokáig érvényesnek bizonyuló válasz a káros szenvedélyektől való függőségre".
Tim Harford is foglalkozik a játékszenvedély betegek viselkedésével, mint a racionális döntés egy „speciális” megnyilvánulása, lásd „Az élet rejtett logikája” c. művében.
Egyre több kongresszus önálló szakmai témája a játékszenvedély betegség. A játékszervező cégek ez irányú társadalmi felelősségvállalásán túlmenőleg a költségvetési kihatásai és morális kérdések is a vizsgálat tárgyát képezik.

### Internetfüggőség
Az internetfüggőség fogalma nehezen definiálható, hiszen az online töltött idő, vagy tevékenységek alapján nem határozható meg egyértelműen, hogy a használat problémás, túlzott-e.  Az internet a ’90-es évektől kezdve egyre szélesebb körben terjedt el, használata pedig – egyes pszichoaktív szerekével ellentétben – társadalmilag elfogadott. Használata sok munkakörben, és hétköznapi helyzetben elvárt, ezért az addikció felismerése nehéz.
A függőségnek több típusát különböztethetjük meg aszerint, hogy az internetezés mely területére irányul.

##### Digitális függőség
Azon addikciók összefoglaló megnevezése, amelyek jellemzője, hogy a digitális függőséggel küzdő személy nem tudja szabályozni digitális tevékenységének (például a közösségi média használatának vagy a játéknak) a gyakoriságát, intenzitását, időtartamát, a tevékenység egyre nagyobb elsőbbséget élvez az élet másfajta szükségleteivel szemben. Az így kialakuló viselkedésmintázat pedig jelentősen károsítja személyes, családi, szociális, oktatási vagy munkahelyi kapcsolatait, eredményességét. A rendellenesség lehet folytonos vagy folyton megújuló, epizodikus.

#### Generalizált függőség
Generalizált függőségnek nevezzük azt, amikor a tüneteket (sóvárgás, elvonási tünetek, tolerancia, stb.) több különböző online tevékenység, vagy összességében az internetezés váltja ki.

#### Specifikus függőségek
A függőség nem az internethasználat egészére, hanem annak egy-egy behatárolható területére vonatkozik. Az internetaddikció kutatásának egyik jelentős alakja, Kimberly Young ötféle tevékenységet különített el, melyek köré a legtöbb problémás felhasználó online aktivitása csoportosítható. Ezek a következők: internetes játékfüggőség (gaming), online kapcsolattartás függőség (pl. chat, e-mail, közösségi média bizonyos formái), kényszeres információgyűjtés (hírek, fórumok böngészése), internetes szexuális tevékenységek (pl. pornográf tartalmak), online vásárlásfüggőség. Egyes szakértők szerint ide sorolható még az internetes szerencsejáték függőség.

## Milyen tényezők állnak a függőségek kialakulásának hátterében?
Az addikciók kialakulásának hátterében az esetek döntő többségében valamilyen traumatikus életesemény áll. Ez lehet egyszeri súlyos trauma, mint például egy szeretett személy elvesztése, bántalmazás vagy más jellegű erőszak elszenvedése. És lehet folyamatosan elszenvedett abúzus, például tartós gyermekkori érzelmi vagy fizikai bántalmazás vagy érzelmi elhanyagolás. Fejlődési traumának nevezzük azt a jelenséget, amikor egy gyermek alapvető érzelmi szükségleteit a szülei képtelenek kielégíteni, és a gyermek úgy fejlődik, hogy nem kap a szüleitől elégséges figyelmet és érzelmi ráhangolódást. Archiválva 2022. január 20-i dátummal a Wayback Machine-ben A traumatizálódás hatására az érzelemszabályozás nehezítetté válik, és az érintett személy szerekkel (szerhez kötött addikciók) vagy speciális viselkedési formákkal (viselkedéses addikciók) szabályozza az érzelmeit, és jut ezen keresztül megnyugváshoz.
Az addikciók kialakulásában fontos szerepet játszik az elemi társas kötelékek meglazulása: minél gyengébb valakinek a társas kapcsolatrendszere, annál inkább kiszolgáltatott a függőség különböző formáinak. Ennek az az oka, hogy az emberi érzelemszabályozás társas kapcsolatokba ágyazódik, és az ember szűkebb környezetében (családján és közeli rokonságán keresztül) elégítheti ki alapvető szükségleteit, továbbá, tágabb kapcsolatrendszerében (helyi közösségek, munkahelyi kapcsolatok) határozza meg identitását és alapozza meg egzisztenciális biztonságát. Amilyen mértékben ezek a kapcsolatok meggyengülnek, olyan mértékben válik az érintett személy kiszolgáltatottá az addikcióknak.
A függőség kialakulásában nem elhanyagolható az egyes szerek addiktív potenciálja sem. Egyes szerek a központi idegrendszeren keresztül fejtik ki hatásukat. Ilyen például az alkohol és a nikotin, az egyes nyugtatók, altatók, ópiátok, az amfetaminok, a marihuána vagy egyéb tiltott szerek. A kémiai függőségen túl ezek a szerek lelki függést is kiválthatnak, amennyiben a feszültségoldás tartós eszközeivé válnak a szerfogyasztó számára.

### Kábítószer
- Norman E. Zinberg: Függőség és kontroll. Drog, egyén, társadalom; ford. Békési József; Nyitott Könyvműhely–NDI, Budapest, 2005 (Szenvedélyek)
- Kincses Ajtay Mária: Kábítószerek. Szenvedélybetegségek; Studium, Marosvásárhely, 2006
- Griffith Edwards: Az "anyag" természete. A drogok... és miért nyúlnak hozzá oly sokan?; ford. Kácsor Lóránt; Napvilág, Budapest, 2006
- Demetrovics Zsolt: A droghasználat funkciói; Akadémiai, Budapest, 2007
- Szabó Mihály: Alapismeretek szenvedély-betegségekről, kábítószerekről. Gyógypedagógus, pedagógus és óvóképző hallgatóknak; 2. átdolg., bőv. kiad.; SZEK JGYFK, Szeged, 2011

### Szerencsejáték
- Szent-Istványi Béla: A játékszenvedély kriminológiai jelentősége; Politzer, Bp., 1918 (Angyal-szeminárium kiadványai)
- Szerencsejáték – szenvedély. A nemzetközi irodalom áttekintése; összeáll., jegyz. Lakatos Mária; Szerencsejáték Felügyelet, Bp., 1993
- Jóvátétel, mint a konfliktusfeloldó igazságszolgáltatás egyik formája / A büntetőeljárási jog reformja felé / A szerencsejáték társadalmi hatásai; szerk Lévai Miklós; Magyar Kriminológiai Társaság, Bp., 1993 (Kriminológiai közlemények)
- Veér András–Erőss László: Fortuna szekerén... Szerencsejáték kultúra a magyar társadalomban és a játékszenvedély-betegség; Animula, Bp., 2000
- Havas Henrik: Vesztő hely. Hogyan veszítsünk el egyetlen éjszaka több milliót. A tiltott és legális szerencsejátékok világa; Alexandra, Pécs, 2003 (Tények és titkok)
- Szabaduljon meg a játékszenvedélytől! Kézikönyv az önálló felépüléshez; szerk. Tessényi Judit; Bába, Szeged, 2010
- Körmendi Attila: A kóros játékszenvedély kognitív megközelítése; Debreceni Egyetemi Kiadó, Debrecen, 2011
- Joanna Hughes–Lisa Ustok: Kiút a játékszenvedélyből; ford. Forgács Ildikó; Harmat, Bp., 2015 (Első lépések)
- Tessényi Judit: A szerencse rabjai. Játékszenvedélyről közérthetően; szerzői, Szeged, 2016
- Felépülés a függőségből: szerencsejáték és szerhasználat; szerk. Petke Zsolt, Tremkó Mariann; Medicina, Bp., 2018
- Beszélgetések a játékfüggőségről. Ismeretek, ötletek pedagógusoknak, ifjúsági közösségek vezetőinek; szerk. Zagyva Richárd; Karitászt Támogató Alapítvány, Bp., 2021.